# 라후어
라후어(Lahu)는 중국 윈난성에 주로 거주하는 라후족이 모어로 사용하는 언어로, 중국티베트어족 로로어군에 속한다. 중국 밖에는 타이, 미얀마, 라오스 등지에도 화자들이 분포한다. 사용인구는 약 57만명에 달하며, 화자는 주로 라후족이나 윈난성의 다른 소수민족들 사이에서도 민족간 공용어로 쓰인다. 중국에서 공식적 지위를 갖고 있는 것과 달리, 타이, 미얀마, 라오스등에서는 공식 지위를 갖고 있지 않다.
문법적으로 고립어이며, 어순은 SOV이고, 7개의 성조를 갖고 있다. 몇 종류의 방언으로 나뉘며 중국에서 문어의 표준으로 쓰이는 것은 흑(黑) 라후라고 부르는 나 방언(Lahu Na)이다. 기독교 선교사들의 영향으로 일찍이 로마자에 기반한 표기법이 성립되었으며, 중화인민공화국 성립 이후 정서법의 개정이 있었다.
대한민국 일각에서 라후어와 한국어의 연관성 또는 라후족과 한민족의 연관성을 제기하는 주장이 제기되었으나, 언어적 연관성은 단어의 피상적인 유사성에 근거한 것으로 연관성이 적다. 중국에서는 라후족을 고대 티베트계 민족인 강(羌)족의 후예로 보고 있다.

## 방언
학자에 따라 방언 분류는 다양하나, 다음과 같은 변종이 자주 언급된다.
- 흑 라후어 / 나 방언(Lahu Na, Black Lahu)
- 백 라후어 / 푸 방언(White Lahu, Lahu Phu)
- 홍 라후어 / 니 방언(Red Lahu, Lahu Nyi)
- 황 라후어 / 시 방언(Yellow Lahu, Lahu Shi): 일부 분류 체계에서는 쿠충어(Kucong, 苦聪话)라 하여 별개 언어로 구분한다.